# Skarjînți, Hmilnîk
Skarjînți (în ucraineană Скаржинці) este o comună în raionul Hmilnîk, regiunea Vinnița, Ucraina, formată numai din satul de reședință.

## Demografie
Componența lingvistică a satului Skarjînți
     Ucraineană (98,76%)
     Rusă (1,09%)
     Alte limbi (0,16%)
Conform recensământului din 2001, majoritatea populației satului Skarjînți era vorbitoare de ucraineană (98,76%), existând în minoritate și vorbitori de rusă (1,09%).